# Koš (Istok)
Pour les articles homonymes, voir Koš.
Kosh en albanais et Koš en serbe latin (en serbe cyrillique : Кош) est une localité du Kosovo située dans la commune/municipalité d'Istog/Istok et dans le district de Pejë/Peć. Selon le recensement kosovar de 2011, elle compte 245 habitants.

## Démographie

### Évolution historique de la population dans la localité
| 1948 | 1953 | 1961 | 1971 | 1981 | 1991 | 2011 |
| ---- | ---- | ---- | ---- | ---- | ---- | ---- |
| 501  | 566  | 689  | 807  | 812  | 798  | 245  |

|  |

### Répartition de la population par nationalités (2011)
En 2011, les Albanais représentaient 80,82 % de la population et les Égyptiens 19,18 %.